# Fligny
Fligny é uma comuna francesa na região administrativa de Grande Leste, no departamento Ardenas. Estende-se por uma área de 6,92 km². Em 2010 a comuna tinha 188 habitantes (densidade: 27,2 hab./km²).